# 蜀藏兜蕊兰
蜀藏兜蕊兰（学名：Androcorys spiralis）为兰科兜蕊兰属下的一个种。

## 扩展阅读
- 維基物種上的相關：蜀藏兜蕊兰